# Katarina Mikhailovna af Rusland
Katarina Mikhailovna (russisk: Екатерина Михайловна; tr. Jekatarina Mikhajlovna) (28. august 1827–12. maj 1894) var en russisk storfyrstinde, der var datter af storfyrst Mikhail Pavlovitj af Rusland og barnebarn af kejser Pavel 1. af Rusland.

## Biografi
Katarina blev født den 28. august 1827 i Sankt Petersborg som det tredje barn af storfyrst Mikhail Pavlovitj af Rusland i hans ægteskab med prinsesse Charlotte af Württemberg (der havde taget navnet Elena Pavlovna ved sin overgang til den russisk-ortodokse tro). Gennem sin far var hun barnebarn af kejser Pavel 1. af Rusland og niece til de to russiske kejsere, Alexander 1. og Nikolaj 1.
Katarina voksede op med sine søskende i Mikhailovskijpaladset i Sankt Petersborg. Hun giftede sig den 16. februar 1851 i Sankt Petersborg med hertug Georg August af Mecklenburg-Strelitz, der var en yngre søn af storhertug Georg 1. af Mecklenburg-Strelitz og Marie af Hessen-Kassel. Efter brylluppet bosatte parret sig i Sankt Petersborg og fik fem børn.
Katarina døde 66 år gammel den 12. maj 1894 i Sankt Petersborg. Hun er begravet i Peter og Paul-katedralen i Sankt Petersborg.

## Børn
- Nikolaus af Mecklenburg-Strelitz (11. juli 1854–11. Juli  1854)
- Helene af Mecklenburg-Strelitz (1857–1936)

∞ Albert af Sachsen-Altenburg
- Georg Alexander af Mecklenburg-Strelitz (1859–1909)
- Carl Michael af Mecklenburg-Strelitz (1863–1934)